# 9184 Vasilij
9184 Vasilij eller 1991 PJ3 är en asteroid i huvudbältet som upptäcktes den 2 augusti 1991 av den belgiske astronomen Eric W. Elst vid CERGA-observatoriet. Den är uppkallad efter den ryske astronomen Vasilij Rumyantsev.